# Odontobutis sinensis
Odontobutis sinensis — вид риб родини Odontobutidae. Прісноводна бентопелагічна субтропічна риба, є ендеміком Китаю.